# Reserva Particular do Patrimônio Natural Fazenda Monte Alegre
A Reserva Particular do Patrimônio Natural Fazenda Monte Alegre é uma Reserva Particular do Patrimônio Natural (RPPN) brasileira localizada na Fazenda Monte Alegre, no município de Telêmaco Borba, nos campos gerais do Paraná. Pertence e é gerida pela Klabin S.A..

## Características
A unidade de conservação estadual foi criada em 1998 pela Portaria 182 do Instituto Ambiental do Paraná (IAP), abrangendo uma área de 3.852 hectares, estando em média a 875 metros acima do nível do mar, no segundo planalto paranaense.
Adotando uma política ambiental que vai de encontro com a conservação da natureza, a Klabin teve a iniciativa de transformar áreas mais preservadas da Fazenda Monte Alegre em reservas que se configuram em uma unidade de conservação perpétua de uso sustentável, se conectando com outras áreas de preservação permanente (APP), formando assim corredores ecológicos que se somam às outras áreas de práticas de manejo florestal e da fauna.

A empresa é responsável pela vigilância e o monitoramento da RPPN, visando à proteção da fauna e da flora contra caça, pesca e extração da vegetação. Possui equipe de funcionários especializados e tecnologia e equipamentos para monitorar e combater incêndios.
Além da conservação da biodiversidade, na área da RPPN são desenvolvidas pesquisas científicas, ações de proteção dos recursos hídricos, fornecimento de sementes de espécies florestais para a restauração de áreas degradadas, além da proteção de eventuais sítios arqueológicos e culturais.

### Flora
Os biomas que compreende a reserva, segundo o IBGE, são a Mata Atlântica e o Cerrado. A formação vegetacional original refere-se principalmente à Floresta Ombrófila Mista, caracterizada pela presença da Araucaria angustifolia, intercalada com campos nativos e manchas de cerrado. A flora local reúne inúmeras espécies pertencentes à diferentes famílias, sendo muitas espécies ameaçadas de alguma forma. Nos diversos inventários florísticos, foram identificadas aproximadamente 600 espécies de plantas, sendo 15 raras, vulneráveis ou em perigo de extinção.

### Fauna
Dentro da Fazenda Monte Alegre já foram identificadas pelo menos 898 espécies de mamíferos, aves, anfíbios, répteis, peixes e crustáceos. Destaca-se a presença de pumas, lobos-guará, antas, lontras, macacos-prego, bugios, veados, tamanduás-bandeira e tamanduás-mirim, jaguatirica, gato-mourisco, gato-do-mato, entre outros. Levantamentos de aves são feitos desde 1981 e já foram identificadas 405 espécies com ocorrência na reserva, número que representa 60% das aves registradas no Paraná, várias delas ameaçadas de extinção, como a pomba-de-espelho (Claravis godefrida), o socó-boi (Tigrisoma fasciatum) e o gavião-pomba (Leucopternis sp).